# باد شرقی (آهنگ)
باد شرقی (به انگلیسی: Eastern Wind) پنجمین آلبوم کریس دی‌برگ است که در سال ۱۹۸۰ منتشر شد.

## آهنگ‌ها
| شمارهٔ ترک | عنوان انگلیسی           | برگردان به فارسی              | زمان |
| --------- | ----------------------- | ----------------------------- | ---- |
| ۱         | The Traveller           | مسافر                         | ۴:۱۱ |
| ۲         | The Record Company Bash | کمپانی موزیک                  | ۳:۵۴ |
| ۳         | Tonight                 | امشب                          | ۳:۲۸ |
| ۴         | Wall of Silence         | دیوار سکوت                    | ۳:۴۸ |
| ۵         | Flying Home             | پرواز به خونه                 | ۳:۵۹ |
| ۶         | Shadows And Lights      | نورها و سایه‌ها                | ۳:۱۱ |
| ۷         | Sailor                  | ملوان                         | ۴:۱۵ |
| ۸         | Somethings Never Change | یه چیزایی هیچ‌وقت تغییر نمی‌کنن | ۳:۱۴ |
| ۹         | Tourist Attraction      | جاذبه‌ی توریستی                | ۳:۰۹ |
| ۱۰        | Eastern Wind            | باد شرقی                      | ۵:۱۷ |

## عوامل
- کریس دی‌برگ (گیتار و خواننده).
- لیزا دال‌بلو (خواننده ی پس زمینه).
- دیک هکستال‌اسمیت (پرکاشن).
- جان هلیول (ساکسیفون).
- آل مارنی (باس و خواننده).
- گلن مورو (سینت‌سایزر).
- کلینا فیلیپس (خوانندهٔ پس‌زمینه).
- جف فیلیپس (درامز و پرکاشن).
- اریک رابرتسون (صفحه‌کلید).
- شارون ویلیامز (خوانندهٔ پس‌زمینه).
- تیم واینوین (گیتار و خواننده).